# おじ
おじ（伯父/叔父/小父）とは、日本語で以下の関係にある男性を指す語。
- 伯父：傍系3親等にあたる父親や母親（養父母や再婚相手を含む）の兄、ないし姉の夫（伯母婿）にあたる男性、祖父母の養子や再婚相手の息子、父母の養親の実の息子で、父母より年長の者を指す語。
- 叔父：傍系3親等にあたる父親や母親（養父母や再婚相手を含む）の弟、ないし妹の夫（叔母婿）にあたる男性、祖父母の養子や再婚相手の息子、父母の養親の実の息子で、父母より年少の者を指す語。稀に本人より年少の場合もある。
- 小父：年下の人間が親族以外の壮年期以降の成人男性を指して呼ぶ一般語。父母の兄弟以外の親族（いとこおじや父母と年齢の近い従兄や異母兄、兄弟姉妹の舅など）を指して呼ぶ場合にも使う。

## 対象・用例
この語の尊敬語は「〜様」ないし「〜さん」であり、日本語の口語表現全般で使われる。古い尊敬語では「〜上」となる。また謙譲語は単に「伯父」・「叔父」であり、自らの親族である「伯父」・「叔父」をより遠い関係の者に呼ぶときにはこれらの謙譲語を使う。
しばしば幼児もしくは年少の人間に対し、「おとうさん」などと同様、相手を中心とした呼び方で一人称として用いられることがある。この場合は普通「〜さん」を付け「おじさん」となる。また、年長の男性に対する呼びかけとして「おっちゃん」などが用いられることもある。
ただし、伯父・叔父にあたる男性であっても、若い男性の場合や年齢が近い場合には「おじさん」の語が持つ年長の語感によって不快に感じることが少なくないため、若い男性を指す一般語の「おにいさん」を用いたり、名前を呼んだりすることにしている場合がある。3.
「おじさん」は、年齢や性別に関係なく使えるが、「おじいさん」は男性に対して使うものであり、また高齢の男性に対しての敬意を込めて使われるため、若い女性や高齢者に対して「おじいさん」と言う場合には注意が必要である。また、伯父・叔父が20歳未満である場合は、通常「おじさん」あるいは「おじちゃん」と呼びかけたり、自称したりすることはまずない。
「本人より年少の叔父」については、側室や妾が普通だった時代は、祖父が早婚・長命であれば今よりはるかに多く見られた。たとえば徳川家康の男の孫では最年長である奥平家昌は、徳川秀忠以下ほとんどの叔父・叔母よりも年長であった。

## 「伯父」と「叔父」
兄弟姉妹の数が多く、大家族制が一般的であった半面、儒教等の影響で長幼の序にきびしかったかつての中国では、兄弟姉妹のなかで、最年長を「伯」、二番目を「仲」、三番目を「叔」、最年少を「季」と称して区別した。父・母の兄や姉を「伯父」・「伯母」、父母の弟や妹を「叔父」・「叔母」と表記するのは、そのためである。現在では少ないが、中国漢文や日本史の史料等でとりわけ「父母の末の弟」、「いちばん若い叔父」を表現したい場合に「季父」（きふ）の語が用いられていることがある。

## 大おじ
祖父母の兄弟、すなわち父または母のおじは、大おじ（大伯父／大叔父、おおおじ）と呼ばれる。漢字の使い分けは上に同じである。

## 親族呼称としての「おじ」
北米のイロコイ族では、日本語の「おじ」のカテゴリーに属する男性を「父親」と同じ呼称で呼ぶ。オマハ族では「父方オジ」を「父親」と同じ呼称で呼び、「母方オジ」の呼称とは異なる。オマハ族についてラドクリフ=ブラウンは、本人にとって父方オジは父親と同じ出自集団に属し、本人に対して父親と同様の権利・義務を持つが、それに対して、母方オジは出自集団が異なり、父方オジのような権利・義務はないと説明している。ただし、呼称と権利・義務の関係がそのような対称を示さないネイティブ・アメリカンの社会もあることから、親族呼称は必ずしもその社会の親族体系を反映したものではないことが判明している。

## おじの特殊な用法
- ヤクザやテキヤの構成員の間で所属団体の組長・親分の兄弟分、または兄貴分が所属する団体の組長・親分に対して呼びかける敬称として「おじ貴（おじき）」がある。

- 東日本の方言で、兄に対する弟のことを「オジ」「オンジ」ということがある。これは惣領からみた呼称であり、本家意識の現れととらえることができる。

## 親戚に対する呼称
稀ながら「小父」と言う呼び方は、自分の伯父・叔父・いとこおじに当たる男性以外にも壮年期以降の成人男性を指して呼ぶ一般語としても用する。例えば、自分と最も年が離れているためそう呼ばれることが一般的である
1. 義理の伯父 - 配偶者の伯父（舅・姑の兄）や伯母婿が中年男性の場合
2. 義理の叔父 - 配偶者の叔父（舅・姑の弟）や叔母婿が中年男性の場合
3. 大叔父 - 中年男性及び自分の父母と年齢が近い場合(従大叔父も同様)
4. 兄 - 壮年期以降の成人男性及び自分と年齢が遠い場合
5. 異父兄 - 壮年期以降の成人男性及び自分の父と年齢が近い場合
6. 異母兄 - 壮年期以降の成人男性及び自分の母と年齢が近い場合
7. 従兄 - 壮年期以降の成人男性及び自分の父母と年齢が近い場合（はとこも同様）
8. 義兄 - 配偶者の兄（小舅）や姉婿が壮年期以降の成人男性及び自分の父母と年齢が近い場合

## おじさんがモチーフの作品
- タイトルに「おじ」を含むページの一覧
- タイトルに「おじさん」を含むページの一覧
- ぼくは叔父さん
- ぼくの伯父さん
- ぼくのおじさん
- 男はつらいよ ぼくの伯父さん
- ボクの、おじさん
- ワーニャ伯父さん
- いかに木を殺すか
- チャップリンの独身
- ブンミおじさんの森
- マゴリアムおじさんの不思議なおもちゃ屋
- ウォルター少年と、夏の休日
- おじさんに気をつけろ!
- あしながおじさん
- 花と小父さん
- ハイサイおじさん
- なんちゃっておじさん
- 小さいおじさん
- 変なおじさん
- オジサンズ11
- おっ!サン
- 異世界おじさん